# Margaret T. Hodgen
Margaret Trabue Hodgen (geb. 1890 in Woodland, Kalifornien; gest. 22. Januar 1977) war eine US-amerikanische Soziologin und Autorin. Hodgen war Professor für Soziologie an der University of California, Berkeley.

## Leben
Hodgen schloss ihre Doktorarbeit mit dem Titel Workers' Education in England and the United States im Jahr 1925 ab.
Ihre frühen Schriften lassen bereits ein starkes Interesse an Themen wie Frauen, Arbeit und Rassentheorie erkennen, ihre Hauptinteressen galten der Ideengeschichte, der kulturellen Diffusion und dem Vergleich von unterschiedlichen Sichtweisen auf die Geschichte.
Zur Zeit der Publikation ihres einflussreichen, sich mit der Lehre von den Überlebseln (engl. survivals, d. h. Überreste früherer Kulturstufen) beschäftigenden Buches The Doctrine of Survivals: A Chapter in the History of Scientific Method in the Study of Man (1936) war sie „Assistant Professor of Social Institutions in the University of California“. Es war bereits 1931 in der Zeitschrift American Anthropology erschienen. In ihrem Vorwort schreibt sie, dass ihr Buch in tiefer Schuld bei dem Buch Theory of History von Frederick John Teggart stehe.
Der Einfluss von Frederick John Teggart auf Arnold J. Toynbee (als er noch dabei war, sein Konzept für sein Werk A Study of History zu entwickeln und einige von Teggarts Werken las) wird aus der Korrespondenz des Letztgenannten mit Margaret T. Hodgen deutlich: "You are quite right about my debt to Professor Teggart," schrieb er an Margaret T. Hodgen. "I read [. . .] his books at a time when, though I knew what I wanted to do, I still could not find the right starting point. Dr. Teggart's work, more than anyone else's, opened the door for me."

## Publikationen (Auswahl)
- Workers' education in England & the United States, London, K. Paul, Trench, Trubner & Co. 1925.
- The Doctrine of Survivals: A Chapter in the History of Scientific Method in the Study of Man. London 1936 – Digitalisat
- Change and history : a study of the dated distributions of technological innovations in England, New York, Johnson 1952.
- Early Anthropology in the Sixteenth and Seventeenth Centuries.  University of Pennsylvania Press. Philadelphia, 1964.
- Anthropology, history, and cultural change, Tucson, University of Arizona Press 1974. Viking Fund Publications in Anthropology 52. Wenner-Gren Foundation for Anthropological Research